# Станне, Микаэль
Микаэль Станне (швед. Mikael Stanne, 20 мая 1974, Гётеборг, Швеция) — вокалист шведской группы Dark Tranquillity и The Halo Effect, также был участником групп In Flames и Hammerfall.

## Биография
Микаэль Станне родился 20 мая 1974 год в Гётеборге. В начале своей музыкальной карьеры был ритм-гитаристом группы Dark Tranquillity, в которой также исполнял партии бэк-вокала. Он играл на гитаре на дебютном альбоме Dark Tranquillity Skydancer. Когда в 1994 году Андерс Фриден, первый вокалист Dark Tranquillity, покинул группу, Микаэль стал новым вокалистом Dark Tranquillity, оставив игру на гитаре. До 1994 года Микаэль являлся участником группы In Flames, исполнив вокальные партии для её дебютного альбома Lunar Strain. Также Микаэль Станне состоял в power metal-группе HammerFall в период с 1993 по 1996 год.
В 2005 году он также исполнил партию чистого вокала для песни «Frozen» на альбоме Descent into Chaos группы Nightrage.
Микаэль Станне использует как типичный для стиля высокий гроулинг, так и чистый вокал, который впервые прозвучал на альбоме Skydancer, а позже стал практически основой экспериментального альбома Projector. После этого альбома партии экстремального вокала снова начали превалировать над чистым, который вновь появился лишь в четырёх последних альбомах группы: Fiction, We Are The Void, Construct, Atoma.
В 2019 году Микаэль Станне совместно с другими бывшими участниками In Flames основывают группу The Halo Effect. 

## Дискография

### Студийные альбомы
С Dark Tranquillity 
- Skydancer (1993) — в роли гитариста.
- Of Chaos and Eternal Night (MCD) (1995)
- The Gallery (1995)
- Enter Suicidal Angels (MCD) (1996)
- The Mind’s I (1997)
- Projector (1999)
- Haven (2000)
- Damage Done (2002)
- Lost to Apathy (MCD) (2004)
- Character (2005)
- Fiction (2007)
- We Are the Void (2010)
- Construct (2013)
- Atoma (2016)
- Moment (2020)

 С In Flames 
- Lunar Strain (1994)

 С The Halo Effect 
- Days of the Lost (2022)